# Malo Tičevo
Malo Tičevo es un pueblo ubicado en el municipio de Bosansko Grahovo, en el cantón 10, Bosnia y Herzegovina.

## Superficie
Posee una superficie de 14,50 kilómetros cuadrados.

## Demografía
Hasta 2013 la población era de 10 habitantes, con una densidad de población de 0,7 habitantes por kilómetro cuadrado.